# گرفتن یک دزد
گرفتن یک دزد (انگلیسی: To Catch a Thief) فیلمی در ژانر کمدی سیاه، دلهره آور، عاشقانه و معمایی به کارگردانی آلفرد هیچکاک، از فیلم نامه ای به قلم جان مایکل هیز، بر اساس رمانی به همین نام نوشته دیوید داج در سال ۱۹۵۲ است که در سال ۱۹۵۵ منتشر شد. از بازیگران آن می‌توان به کری گرانت، گریس کلی و جسی رویس لندیس اشاره کرد. در این فیلم کری گرانت در نقش یک دزد کهنه‌کار ظاهر می‌شود که مجبور است با گرفتن یک طعمه و شیادی از گردشگران ثروتمند ریویرای فرانسه، آبروی از دست رفتهٔ خویش را بازیابد.

## طرح و داستان فیلم
یک سارق جواهرات کهنه‌کار، با نام جان رابی (کری گرانت) توسط پلیس فرانسه به واسطهٔ حضور در سرقت‌های سریالی تحت تعقیب است. هنگامی که پلیس برای تحقیق و بازپرسی از او به ویلایش در بالای تپه می‌آید، او با فرار از دست آن‌ها، به رستوران متعلق به دوستش، برتانی می‌رود. کارمندان این رستوران، اعضای باند قدیمی رابی گربه هستند که به دلیل حضور و فعالیت در جبهه مقاومت فرانسه در طول جنگ جهانی دوم به صورت مشروط از زندان آزاد شده‌اند. همهٔ آنها از دست رابی عصبانی هستند چرا که معتقدند تا زمانی که او تحت هر عنوانی مشغول به فعالیت باشد، همه آنها مورد سوظن و تعقیب قرار دارند.
رابی به خوبی می‌داند که با دستگیری یا عضو جدید گروه که گربه نام دارد، در عمل می‌تواند بی گناهی خود را ثابت کند. او با تحت فشار قرار دادن و اجبار مردی با نام هاگسون، از کارمندان بیمه، با بازی جان ویلیامز، می‌خواهد که به لیستی از دارندگان گرانترین جواهرات در ریویرا دست یابد که سه جهانگرد آمریکایی، جسی استیونز با بازی جسی رویس لندیس، یک بیوه ثروتمند و دخترش فرانسیس با بازی گریس کلی در صدر این لیست قرار دارند.
رابی ابتدای امر، با آنها رابطه ای دوستانه برقرار می‌کند. فرانسیس نیز در ابتدا بسیار سر به زیر و متواضع ظاهر می‌شود، اما آخرین شب قبل از بازنشستگی اش در یک اتاق، رابی را می‌بوسد و با او معاشقه می‌کند. روز بعد، فرانسیس رابی را برای شنا در دریا دعوت می‌کند و این دقیقاً همان جایی است که رابی به دنبال دانیل می‌دود.
او علیرغم حسادت‌های دانیل در مورد علاقه اش به فرانسیس، فاصلهٔ خود از مرد جهانگرد ثروتمند آمریکایی را حفظ می‌کند. فرانسس در یک پیک نیک روبی را به ویلائی می‌برد و از او می‌خواهد که گربه را مورد ضرب و شتم قرار دهد، اما در همین میان، فرانسیس تظاهر می‌کند که او هویت واقعی رابی را می‌داند. او ابتدا این موضوع را نمی‌پذیرد، اما عصر همان روز که رابی را برای تماشای نمایش آتش بازی به اتاقش دعوت کرده‌است، این کار را قبول می‌کند و در نهایت دوباره وارد معاشقه می‌شوند.
صبح روز بعد، جسی متوجه می‌شود که جواهراتش دزدیده شده‌اند. فرانسیس رابی را متهم می‌کند که او را وسیله ای قرار داده تا خواست مادرش را پرت کند و در نهایت به جواهراتش دستبرد بزند. او پلیس تماس می‌گیرد، اما وقتی پلیس به اتاق جسی می‌رسد، رابی ناپدید شده‌است.

## ایده سرگرمی در مواجهه با حقیقت
سکانسی که کری گرانت می‌گوید: «حقایق برای من یک نوع سرگرمی است!» بسیار جالب است. انگار حتی حقیقت‌طلبی در جهان هیچکاک، در پسِ سرگرمی نهفته است. سرگرمی به معنای درگیری وحشتناک با چیزی است؛ به گونه‌ای که فرد، خودِ واقعی‌اش نیست و تمام وجودش را یک چیز فرا می‌گیرد. این نوع سرگرمی، ما را به سوی ضرورتی سوق می‌دهد. ضرورت؛ چیزی که لابد منفی است! و این ضرورت محوری در اندیشه، فهم و حقیقت، از طریق سرگرمیِ وحشتناک تحقق می‌یابد.